# Dell Latitude XT
Il Dell Latitude XT era un Tablet PC prodotto dalla azienda statunitense Dell tra il dicembre 2007 ed il maggio 2009. Rappresenta il primo computer portatile dotato di funzionalità multitocco ad essere immesso sul mercato; è stato sostituito dal Dell Latitude XT2.

## Caratteristiche tecniche
Il Dell Latitude XT è un Tablet PC convertibile basato sulla piattaforma Centrino Duo e sfrutta i processori Intel Core 2 Duo ULV.
Il digitalizzatore è prodotto dalla azienda N-Trig con la tecnologia DuoSense, tecnologia che permette l'utilizzo contemporaneo di una penna digitale e delle dita.